# اریک اسخوفس
اریک اسخوفس (انگلیسی: Erik Schoefs؛ زادهٔ ۴ ژانویهٔ ۱۹۶۷) دوچرخه‌سوار اهل بلژیک است.